# Bessie Love
Juanita Horton (ur. 10 września 1898 w Midland, zm. 26 kwietnia 1986 w Londynie) – amerykańska aktorka, nominowana do Oscara za rolę w filmie Melodia Broadwayu.